# Sucha Wielka
Sucha Wielka (niem. Groß Zauche) — wieś w Polsce położona w województwie dolnośląskim, w powiecie trzebnickim, w gminie Zawonia.

## Podział administracyjny
W latach 1975–1998 miejscowość administracyjnie należała do województwa wrocławskiego.

## Nazwa
W księdze łacińskiej Liber fundationis episcopatus Vratislaviensis (pol. Księga uposażeń biskupstwa wrocławskiego) spisanej za czasów biskupa Henryka z Wierzbna w latach 1295–1305 miejscowość wymieniona jest w polskiej formie Sucha.

## Zabytki
Do wojewódzkiego rejestru zabytków wpisany jest:
- zespół pałacowy i folwarczny:
  - pałac z końca XVIII stulecia/XIX w., znajduje się na skraju wsi
  - oficyna, z połowy XIX w.
  - dom mieszkalny, z 1910 r.
  - dwa budynki gospodarcze, z drugiej połowy XIX w., 1910 r.
  - gołębnik, z końca XVIII w.
  - obora, z 1860 r.
  - chlew, z drugiej połowy XIX w.
  - ogrodzenie, murowane, z przełomu XVIII/XIX w., początek XX w.
  - park, z XVIII w., w drugiej połowy XIX, początek XX w.